# Windows Speech Recognition
Windows Speech Recognition (WSR) је програм за препознавање говора које је развио Microsoft за Windows Vista који омогућава гласовним командама за контролу корисничког интерфејса радне површине, диктирање текста у електронским документима и е-пошти, кретање по веб локацијама, извршавање пречица на тастатури и управљање курсором миша. Подржава прилагођене макрое за обављање додатних или додатних задатака.
WSR је локално обрађена платформа за препознавање говора; не ослања се на рачунарство у облаку за тачност, диктирање или препознавање, већ се прилагођава на основу контекста, граматике, узорака говора, сесија обуке и речника. Пружа лични речник који омогућава корисницима да укључе или изузму речи или изразе из диктата и да снимају изговоре како би повећали тачност препознавања. Подржани су и прилагођени језички модели.
Уз Windows Vista, WSR је развијен да буде део Windows-а, пошто је препознавање говора раније било искључиво за апликације као што је Windows Media Player. Присутан је у Windows 7, Windows 8, Windows 8.1, Windows 10 и Windows 11.

## Преглед и карактеристике
WSR омогућава кориснику да контролише апликације и кориснички интерфејс Windows десктопа путем гласовних команди. Корисници могу да диктирају текст унутар докумената, е-поште и образаца; контролисати кориснички интерфејс оперативног система; користе пречице на тастатури и помере курсор миша.  Већина интегрисаних апликација у оперативном систему Windows Vista се може контролисати; апликације трећих страна морају да подржавају оквир текстуалних услуга за диктирање.  Енглески (САД), енглески (УК), француски, немачки, јапански, мандарински кинески и шпански су подржани језици. 
Када се први пут покрене, WSR представља чаробњак за подешавање микрофона и опциони интерактивни водич корак по корак који корисници могу да почну да уче основне команде док прилагођавају препознавач својим специфичним гласовним карактеристикама;  Процењено је да ће туторијал захтевати око 10 минута да се заврши.  Тачност препознавача се повећава редовном употребом, што га прилагођава контекстима, граматикама, обрасцима и речницима.  Такође су подржани прилагођени језички модели за специфичне контексте, фонетику и терминологију корисника у одређеним областима занимања као што су правна или медицинска.  Са Windows Search-ом,  препознавач такође може опционо да прикупи текст у документима, е-пошти, као и руком писани унос таблет рачунара да би контекстуализовао и разјаснио термине ради побољшања прецизности; Microsoft-у се не шаљу никакве информације. 
WSR је локално обрађена платформа за препознавање говора; не ослања се на рачунарство у облаку за тачност, диктирање или препознавање. Говорни профили који чувају информације о корисницима задржавају се локално.  Прављење резервних копија и пренос профила може се извршити путем Windows Easy Transfer. 

### Интерфејс
WSR интерфејс се састоји од области статуса која приказује упутства, информације о командама (нпр. ако препознавач не чује команду) и статус препознавача; мерач гласа приказује визуелне повратне информације о нивоима јачине звука. Област статуса представља тренутно стање WSR-а у укупно три режима, доле наведена са њиховим одговарајућим значењима:
- Слушање: Препознавач је активан и чека на кориснички унос
- Спавање: Препознавач неће слушати нити одговарати на друге команде осим „Почни да слушам“
- Искључено: Препознавач неће слушати нити одговарати на било коју команду; овај режим се може омогућити тако што ћете изговорити "Престани да слушаш"

Боје дугмета режима слушања препознавача означавају његове различите начине рада: плаво при слушању; плаво-сива при спавању; сива када је искључена; и жути када корисник промени контекст (нпр. са радне површине на траку задатака) или када је гласовна команда погрешно протумачена. Област статуса такође може да прикаже прилагођене корисничке информације као део макроа за препознавање говора .  

### Диктирање
WSR омогућава диктирање текста у апликацијама и Windows-у. Ако дође до грешке у диктату, то се може исправити изговором „Тачна реч “ или „Исправи то“ и појавиће се панел са алтернативним речима и дати предлоге за исправку; ови предлози се могу изабрати тако што ћете изговорити број који одговара броју предлога и изговорити „ОК“. Ако жељена ставка није наведена међу предлозима, корисник може да је изговори тако да се појави. Алтернативно, корисници могу да изговоре „Spell it“ или „I'll spell it myself“ да изговоре жељену реч на основу слова по слово; корисници могу да користе своје лично писмо када пишу. 
Више речи у реченици може да се исправи истовремено (на пример, ако корисник диктира, али препознавач тумачи ову реч као „ствар“, корисник може да каже „исправи ствар“ да би исправио обе речи одједном). У енглеском језику се подразумевано препознаје преко 100.000 речи. 

## Перформансе
Ажурирано: 2017. WSR uses Microsoft Speech Recognizer 8.0, the version introduced in Windows Vista. For dictation it was found to be 93.6% accurate without training by Mark Hachman, a Senior Editor of PC World—a rate that is not as accurate as competing software. According to Microsoft, the rate of accuracy when trained is 99%. Hachman opined that Microsoft does not publicly discuss the feature because of the 2006 incident during the development of Windows Vista, with the result being that few users knew that documents could be dictated within Windows before the introduction of Cortana.